# Laoang
Laoang (Bayan ng Laoang) är en kommun i Filippinerna. Kommunen ligger på ön Samar, och tillhör provinsen Norra Samar. Folkmängden uppgår till 54 523 invånare.

## Barangayer
Laoang är indelat i 56 barangayer.
| - Abaton - Aguadahan - Aroganga - Atipolo - Bawang - Baybay (Pob.) - Binatiklan - Bobolosan - Bongliw - Burabud - Cabadiangan - Cabagngan - Cabago-an - Cabulaloan - Cagaasan - Cagdara-o - Cahayagan - Calintaan Pob. (Sto. Niño) - Calomotan | - Candawid - Cangcahipos - Canyomanao - Catigbian - E. J. Dulay - G. B. Tan - Gibatangan - Guilaoangi (Pob.) - Inamlan - La Perla - Langob - Lawaan - Little Venice (Pob.) - Magsaysay - Marubay - Mualbual - Napotiocan (Salvacion) - Oleras - Onay (Doña Luisa) | - Palmera - Pangdan - Rawis - Rombang - San Antonio (Son-og) - San Miguel Heights (Pob.) - Sangcol - Sibunot - Simora - Suba - Tan-awan - Tarusan - Tinoblan - Tumaguingting (Pob.) - Vigo - Yabyaban (San Vicente) - Yapas - Talisay |